# Karl August Groddeck
Karl August Groddeck (ur. 13 kwietnia 1794 w Gdańsku, zm. 17 stycznia 1877 w Berlinie) – nadburmistrz Gdańska w okresie panowania pruskiego.

## Życiorys
Jego rodzicami byli Balthasar Jakob Groddeck (1760-1822), brat filologa klasycznego Gotfryda Ernesta Groddecka, i Johanna Charlotte z domu Renner (1771-1848), córka Karla Rennera, późniejszego burmistrza Gdańska pod protektoratem francuskim.
Z wykształcenia prawnik, od 1821 pracował jako notariusz w Gdańsku. W latach 1825–1851 należał do Rady Miejskiej Gdańska, a od stycznia 1851 do 29 grudnia 1862 sprawował funkcję nadburmistrza. W 1848 deputowany do pruskiego Zgromadzenia Narodowego w Berlinie. Członek Partii Konserwatywnej.
W okresie jego kadencji jako nadburmistrza, zaczęły się pojawiać oznaki ożywienia gospodarczego, uprzemysłowienia i modernizacji Gdańska. W 1852 doprowadzono do miasta kolej żelazną, w grudniu 1853 rozpoczęła pracę miejska gazownia zasilająca uliczne latarnie; wprowadzono nową numerację posesji i budynków w Śródmieściu (w znacznym stopniu zachowaną jeszcze w XXI wieku). Powstawały urzędy telegraficzne dla potrzeb giełdy i ogólnodostępne. Powołano zawodową straż pożarną (z siedzibą w przebudowanym Dworze Miejskim). Prywatna rusznikarnia na Dolnym Mieście została wykupiona przez państwo i przekształcona w Królewską Fabrykę Karabinów, królewską bazę korwet przekształcono w Stocznię Królewską, która stała się kolebką pruskiej marynarki wojennej. Powstała nowa prywatna stocznia Devrienta na Polskim Haku, a istniejąca już wcześniej Stocznia Klawittera została znacznie rozbudowana.